# Banize
Banize è un comune francese di 161 abitanti situato nel dipartimento della Creuse nella regione della Nuova Aquitania.

## Società

### Evoluzione demografica
Abitanti censiti